# Ibanda (Kyela)
Ibanda ist ein Verwaltungsbezirk (Ward) des Distrikts Kyela in der tansanischen Region Mbeya.

## Geografie
Ibanda ist ein Bezirk im Südwesten von Tansania. Er liegt etwa 12 Kilometer westnordwestlich der Distrikthauptstadt Kyela. Die Fläche des Bezirks beträgt 9,2 Quadratkilometer und bei der Volkszählung 2022 lebten hier 3307 Menschen in 863 Haushalten.

## Gliederung
Der Bezirk besteht aus sechs Orten (Kitongoji):
- Mbyasyo
- Kajwisya
- Sama A
- Sama B
- Ikambi A
- Ikambi B